# Poll (Film)
Poll ist ein Spielfilm des deutschen Regisseurs und Filmproduzenten Chris Kraus und Kordes & Kordes Film aus dem Jahr 2010. Die Hauptrollen spielen Paula Beer, Edgar Selge und Tambet Tuisk.

## Handlung
Nach dem Tod ihrer Mutter kommt die vierzehnjährige Oda aus Berlin auf den Gutshof ihres Vaters Ebbo an die Ostseeküste in Estland. Es ist am Vorabend des Ersten Weltkrieges, Estland ist eine Provinz des Russischen Reiches und auf dem Hof sind russische Soldaten einquartiert, die estnische Anarchisten jagen. Odas Vater ist Professor der Medizin, kauft den Russen Leichen ab und seziert sie. In einem Laboratorium genannten ehemaligen Sägewerk hat er eine beeindruckende Sammlung von in Gläsern schwimmenden Präparaten zusammengetragen. Nach der Scheidung von Odas Mutter ist er mit Milla verheiratet, deren Sohn er mit brutaler Strenge erzieht.
Oda fühlt sich in der Familie nicht wohl, bleibt gerne für sich, liest, schreibt und erkundet die Gegend. Dabei entdeckt sie in einer kleinen, verfallenen Kirche einen schwer verletzten estnischen Anarchisten. Seinen Namen will er nicht nennen, schlägt aber vor, dass sie ihn Schnaps nennt. Sie hilft ihm und pflegt ihn heimlich auf dem Bretterboden oberhalb des Laboratoriums ihres Vaters. Dort genest der Este, Oda verbringt viel Zeit mit ihm und die beiden jungen Menschen fühlen sich voneinander angezogen. Nach der Gesundung will Schnaps zurück zu seinen Leuten und Oda möchte ihn begleiten, was Schnaps ihr vergeblich auszureden versucht.
Am Tag des Aufbruchs sind die meisten Gutsbewohner auf einem Ausflug, Oda und Schnaps packen ihre Sachen im Laboratorium, doch Schnaps betäubt das Mädchen mit Chloroform. In diesem Moment tritt der Verwalter Mechmershausen in das Haus, zerstört die meisten Präparate und legt einen Brand – aus Hass auf Odas Vater, der Milla, mit der Mechmershausen ein Verhältnis hat, misshandelt hat. Schnaps gelingt es, aus dem Haus zu fliehen und den Verwalter niederzuschlagen. Er blickt auf das bereitstehende Pferd, dann auf das brennende Haus und beschließt, die bewusstlos auf dem Dachboden liegende Oda zu retten. Halb erstickt mit Oda auf den Armen entkommt er dem Flammeninferno, wird vom Verwalter gefangen genommen und im Nebengebäude eingesperrt. Als Gutsbewohner und Russen zurückkehren, versteckt sich der Verwalter mit Oda ebenfalls in diesem Haus und nach einigen dramatischen Verwicklungen erschießt sich Schnaps selbst – um Oda zu retten.

## Hintergrund
Obwohl im Vorspann erklärt wird, es handele sich um „eine wahre Geschichte“, beruht der Film nur lose auf Erinnerungen der Schriftstellerin Oda Schaefer (1900–1988), einer Großtante 2. Grades des Regisseurs, die sie unter dem Titel Auch wenn du träumst, gehen die Uhren veröffentlichte.
Das historische Gut Poll (estnisch Põlula) liegt eigentlich im Landesinneren Estlands, nicht wie im Film an der Ostsee.
Der Vater der filmischen Oda forscht auf dem Gebiet der Gehirnanthropologie oder Phrenologie, die damals ein aktueller Wissenschaftszweig war. Chris Kraus beschreibt sehr ausführlich die fiktive Biographie des Ebbo von Siering im Beitrag Leben und Wirken des Privatgelehrten Ebbo von Siering – Eine Filmbiographie für Poll. Der Vater von Oda Schaefer war dagegen Journalist.
Prägend für die Atmosphäre im Film ist das Verhältnis zwischen Deutschen, Russen und Esten. Die Deutschbalten bildeten die herrschende Schicht in Estland und behielten diese Stellung auch bei, als Estland 1710 von Schweden zu Russland kam. Sie pflegten ihre kulturellen Verbindungen nach dem Westen wie Musik und Dichtung. Es handelte sich somit um eine Art deutsche „Aristokratie“ gegenüber den Esten, den Bauern und Bediensteten. Die russischen Offiziere gesellten sich gern zu den deutschen Abendveranstaltungen und Ausflügen – allerdings nur im Film, denn in Estland gab es damals keine russischen Garnisonen. Man stand zwischen Moskau und Berlin, zwischen aufkeimendem demokratischen Fortschritt und der Angst vor Veränderung. Sankt Petersburg als kulturelles Zentrum Russlands war sehr nah. Die schwierige Rolle der Deutschen im Baltikum, die durchaus mit den Unabhängigkeitsbestrebungen der baltischen Völker sympathisierten, ihr Vorrecht als deutsche Minderheit jedoch aus der Zarentreue bezogen, wird in dem Film vereinfacht. Immer wieder werden diese Spannungen zwischen den Ansprüchen der Russen und den alten Rechten der Deutschen deutlich. Überlagert wird dies durch den Freiheitskampf der estnischen Anarchisten.
Für den Film versuchten einige Schauspieler, die deutschbaltische Aussprache zu erlernen, was nach Ansicht des damaligen Bundesvorsitzenden der Deutsch-Baltischen Gesellschaft, Frank von Auer, nur teilweise gelang.
Nachdem die lange Suche nach einem geeigneten Gutshof erfolglos geblieben war, beschloss man, den Gutshof in Poll eigens für den Film zu errichten. Das Haus, „besser vielleicht ein Alptraumhaus“ wurde als „Mischung aus Palladio und Alaska“ direkt im Wasser errichtet. Der Drehort lag beim Dorf Matsi in der südwestestnischen Gemeinde Varbla. Lage Die Produktionskosten von 8 Millionen Euro wurden von „insgesamt 24 nationale[n] und internationale[n] Fernsehredaktionen und Filmförderer[n]“ bereitgestellt.
Die Welturaufführung des Films war am 16. September 2010 beim Toronto International Film Festival. Nach weiteren Festivalteilnahmen startete Poll am 3. Februar 2011 in den deutschen Kinos. Bis Ende Juni 2011 erreichte der Film in Deutschland etwa 125.000 Zuschauer. Seit 21. Oktober 2011 ist er auch als DVD erhältlich.

## Kritiken
Carsten Heidböhmer schreibt auf Stern.de: „In wundervollen, opulenten Bildern fängt „Poll“ die Stimmung im Baltikum kurz vor Ausbruch des Ersten Weltkrieges ein. [… Kraus] nimmt sich […] die Freiheit, viele [historische] Details abzuändern. Das kommt der Dramaturgie des Filmes zugute. Im Gegensatz zu Michael Hanekes Film „Das weiße Band“, der zur gleichen Zeit spielt, fehlt Kraus’ Film jedoch über weite Strecken das Abgründige, das einem das Gespür für die herannahende Katastrophe vermittelt.“
Alexander Cammann urteilt in der Zeit: „Formal avanciert ist dieser Film gewiss nicht. Aber Kraus erzählt szenisch so perfekt und in der Manier eines großen europäischen Autorenfilms so eindringlich, dass man die Gesichter und Bilder nicht leicht vergessen wird.“
Martina Knoben in der Süddeutschen: „So ist ‚Poll‘, der in seiner Gesamtheit so größenwahnsinnig und zusammengezimmert wirkt wie das Gutshaus des Titels, am Ende auch ein Frauenfilm, der […] von einer gelungenen Emanzipation erzählt.“
Hans Jörg Rother in der FAZ:  'Poll' ist ein bemerkenswerter Film, der den Zug zur Größe leider verpasst.
Rüdiger Suchsland schrieb am 3. Februar 2011 in Die Welt: Es fehlt der Mut zur Leerstelle. Trotzdem geht alles am Ende nicht richtig zusammen: Und das liegt wohl an Kraus selbst, dessen Regie überall Bedeutungssignale und Ausrufezeichen setzt, dem Zuschauer kaum einen Ruhemoment gönnt. "Poll" ist ein Film unter Überdruck.
Philipp Bühler von der Berliner Zeitung schrieb: "Poll" hat tausend Statisten, aber keine Hauptfigur, mit der man fiebert. Es ist eben, und zwar mit Herz und Seele, ein Ausstattungsfilm. Und: Als unabhängiger Produzent eines deutschen Autorenfilms eine Koproduktion mit 24 Ländern anzustrengen und so acht Millionen Euro lockerzumachen, ist ein Meisterstück.
Dimitrios Athanassiou von moviemaze.de sieht Poll als Teil einer Reihe von überambitionierten deutschen Produktionen: „Die Geschichte in den letzten Tagen vor Ausbruch des I. Weltkriegs wirkt entrückt. Score und der Versuch poetisch anmutende Bilder zu produzieren, unterstreichen das, doch den hölzernen Rhythmus, den Mangel an liebevoller Figurenzeichnung und die bleierne Struktur macht das nicht wett.“
José Garcia schreibt: „‚Poll‘ überzeugt auch filmisch: vom bestechenden Produktionsdesign mit dem Herrenhaus als besonderem Blickfang über die Kostüme und die großartigen Panoramabilder der Kamerafrau Daniela Knapp bis zum intelligenten Erzählrhythmus. Nicht ganz überzeugend freilich: die pathosgeladene Filmmusik von Annette Focks, die sich immer wieder zu sehr in den Vordergrund schiebt.“

## Auszeichnungen
- Bayerischer Filmpreis 2010:
  - Bester Hauptdarsteller (Edgar Selge)
  - Beste Nachwuchsdarstellerin (Paula Beer)
  - Bestes Szenenbild (Silke Buhr)
- Filmfest Rom (Festival Internazionale del Film di Roma) 2010:
  - Spezialpreis der Jury: Beste Regie
  - Beste Filmmusik (Annette Focks)
- Tallinn Black Nights Film Festival 2010
  - Beste Regie
- Biberacher Filmfestspiele 2010
  - Goldener Biber für den besten Film
- Deutscher Filmpreis 2011:[20]
  - Bester Nebendarsteller (Richy Müller)
  - Beste Kamera/Bildgestaltung
  - Bestes Szenenbild
  - Bestes Kostümbild
  - Nominierung – Bestes Maskenbild
- 15. Europäischen Filmfestival in Bukarest[21]
  - Bester Film (Publikumspreis)
- 18. Internationaler Minsker Filmfestival „Listapad“[22]
  - Publikumspreis